# University of Stirling

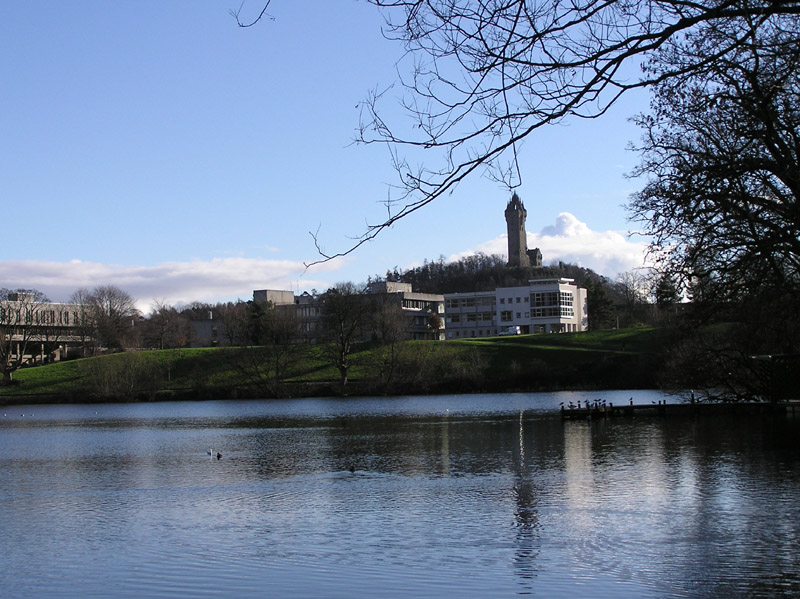
Fragment kampusu, w tle Wallace Monument

University of Stirling – szkocka uczelnia publiczna w mieście Stirling. 
Uniwersytet powstał w 1967 na terenie posiadłości należącej wcześniej do XVII-wiecznego zamku Airthrey, który dziś używany jest przez uczelnię jako centrum konferencyjne. Powierzchnia kampusu wynosi 1,2 km². W jego części centralnej znajduje się dość duży staw, zaś na horyzoncie górują skały Ochill Hills. Kampus oddalony jest o około 5 km od centrum Stirling, ale znacznie bliżej jest miasteczko Bridge of Allan. 
Uniwersytet kształci rocznie około 9 tysięcy studentów, z których 1/3 mieszka w akademikach. Uważany jest za uczelnię szczególnie przyjazną osobom, które chcą łączyć studia z karierą sportową – do dyspozycji studentów i okolicznych mieszkańców są liczne boiska, kryte i otwarte korty tenisowe oraz olimpijskiej wielkości basen, mający status szkockiej pływalni narodowej. 
Wśród absolwentów są Jack McConnell, były szef autonomicznego rządu Szkocji, oraz John Reid, były brytyjski minister spraw wewnętrznych. 
W lecie 2005 na kampusie uczelni odbył się III Światowy Kongres Młodzieży.